# Thunder in the Sky
Thunder in the Sky (рус. «Гром в небе») — второй мини-альбом американской рок-группы Manowar, издан в 2009 году, первая работа в рамках концептуального проекта «The Asgard Saga».

## Об альбоме
EP распространялся на концертах во время тура «The Death To Infidels» и через интернет в формате mp3. Помимо трех новых песен, диск включает новые версии песен «Die with Honor» и «Crown and the Ring», а также версии песни «Father» на 15-ти языках. Партии ударных записал бывший второй барабанщик группы Донни Хамзик.
19 июля в магазинах Германии, Швейцарии и Австрии поступила в продажу Deluxe версия EP, к которой прилагается 50-страничный буклет с рассказами Вольфганга Хольбайна к каждой песне.
В декабре стало известно, что группа записала две новые версии своей песни «Father». Один из вариантов композиции записан на русском языке, а второй — на шведском. Оба варианта были выложены в Интернет для бесплатного скачивания. Сами участники Manowar объяснили своё решение желанием сделать своим слушателям рождественский подарок.

## Список композиций

### Первый диск
1. «Thunder in the Sky» (Де Майо/Логан) — (4:24)
2. «Let the Gods Decide» (Де Майо/Логан) — (3:37)
3. «Father» (Де Майо) — (3:52)
4. «Die with Honor» (Edit Version) (Де Майо) — (4:19)
5. «The Crown and the Ring» (Metal Version) (Де Майо) — (4:57)
6. «God or Man» (Де Майо/Логан) — (4:52)

### Второй диск
1. «Tatko» (Father — версия на болгарском языке) (4:13)
2. «Otac» (Father — версия на хорватском языке) (4:13)
3. «Isä» (Father — версия на финском языке) (4:13)
4. «Mon Père» (Father — версия на французском языке) (4:13)
5. «Vater» (Father — версия на немецком языке) (4:13)
6. «Πατέρα» (Father — версия на греческом языке) (4:13)
7. «Apa» (Father — версия на венгерском языке) (4:13)
8. «Padre» (Father — версия на итальянском языке) (4:13)
9. «父» (Father — версия на японском языке) (4:13)
10. «Far» (Father — версия на норвежском языке) (4:13)
11. «Ojciec» (Father — версия на польском языке) (4:13)
12. «Pai» (Father — версия на португальском языке) (4:13)
13. «Tată» (Father — версия на румынском языке) (4:13)
14. «Padre» (Father — версия на испанском языке) (4:13)
15. «Baba» (Father — версия на турецком языке) (4:13)

## Участники записи
- Эрик Адамс — вокал,
- Джоуи Де Майо — бас-гитара,
- Карл Логан — гитара,
- Донни Хамзик — ударные.